# Al Arabi Umm Al Quwain
L'Al Arabi Umm Al Quwain è una società polisportiva con sede nella piccola città di Umm al-Qaywayn, capitale dell'omonimo Emirato situato nel nord degli Emirati Arabi Uniti. La squadra nella stagione 2024-2025 militerà nella UAE Division 1.
Fondata nel 1972, la squadra ha quasi sempre militato nel secondo livello del campionato emiratino. Il club gioca le sue partite casalinghe presso l' Al Arabi Stadium di Umm al-Qaywayn, impianto che può ospitare fino a 3.000 spettatori.

## Rosa attuale
Rosa per la stagione 2024-2025
| N. |                                | Ruolo | Calciatore                            |
| -- | ------------------------------ | ----- | ------------------------------------- |
| 2  | Emirati Arabi Uniti (bandiera) | D     | Abdullah Al-Noubi                     |
| 3  | Emirati Arabi Uniti (bandiera) | D     | Ahmed Sulaiman                        |
| 4  | Mauritania (bandiera)          | D     | Ablaye Sy                             |
| 6  | Emirati Arabi Uniti (bandiera) | C     | Mansoor Al-Baloushi                   |
| 7  | Emirati Arabi Uniti (bandiera) | A     | Abdulrahman Kahen                     |
| 8  | Gambia (bandiera)              | C     | Sainey Corr                           |
| 9  | Mozambico (bandiera)           | A     | Clésio                                |
| 18 | Emirati Arabi Uniti (bandiera) | D     | Mohamed Fawzi                         |
| 19 | Emirati Arabi Uniti (bandiera) | D     | Sebil Jassem (in prestito dall'Ajman) |
| 22 | Italia (bandiera)              | A     | Rida Hannioui                         |
| 20 | Emirati Arabi Uniti (bandiera) | D     | Majed Darwish                         |
| 23 | Emirati Arabi Uniti (bandiera) | D     | Mohammad Sarwashi                     |
| 24 | Emirati Arabi Uniti (bandiera) | C     | Rashed Eisa                           |
| 27 | Emirati Arabi Uniti (bandiera) | C     | Hassan Yousuf                         |

| N. |                                | Ruolo | Calciatore        |
| -- | ------------------------------ | ----- | ----------------- |
| 29 | Senegal (bandiera)             | A     | Mouhameth Diop    |
| 72 | Egitto (bandiera)              | D     | Ahmed El-Sayed    |
| 77 | Brasile (bandiera)             | C     | Jardel Oliveira   |
| 79 | Nigeria (bandiera)             | A     | Victor Nwaneri    |
| 96 | Emirati Arabi Uniti (bandiera) | P     | Khalid Al-Zarouni |
| 97 | Pakistan (bandiera)            | P     | Hamza Zahed       |
|    | Iran (bandiera)                | D     | Hussein Zadeh     |
|    | Emirati Arabi Uniti (bandiera) | D     | Othman Al-Hamour  |
|    | Egitto (bandiera)              | C     | Ahmed Magdy       |
|    | Emirati Arabi Uniti (bandiera) | C     | Mayed Al-Raeesi   |
|    | Brasile (bandiera)             | C     | Caio Henrique     |
|    | Emirati Arabi Uniti (bandiera) | C     | Majed Al-Azizi    |